# Хизриев, Муслим Шамильевич
Муслим Шамильевич Хизриев (род. 25 июня 1990) — российский боец смешанных единоборств, чемпион России по джиу-джитсу, чемпион Чеченской Республики по ММА. В своём дебютном бою 20 декабря 2012 года Хизриев встретился с другим российским бойцом Альбертом Ардзинбой. Дебют оказался удачным — Хизриев победил болевым приёмом в первом раунде. На это ему понадобилось 3 минуты 50 секунд. На июнь 2019 года его рекорд составляет 8 побед (5 болевых, 2 нокаута и одна победа решением судей) и одно поражение (нокаутом).

## Статистика боёв
| # | Результат | Дата                 | Турнир                                             | Соперник               | Страна     | Раунд | Время | Метод                                     |
| - | --------- | -------------------- | -------------------------------------------------- | ---------------------- | ---------- | ----- | ----- | ----------------------------------------- |
| 9 | Победа    | 3 июня 2016 года     | ACB 26 — Grand Prix Final 2015                     | Николай Дипчиков       | Болгария   | 2     | 2:40  | Удушение сзади                            |
| 8 | Победа    | 28 ноября 2015 года  | ACB 26 — Grand Prix Final 2015                     | Хулио Сезар дос Сантос | Бразилия   | 3     | 5:00  | Единогласное решение                      |
| 7 | Победа    | 17 апреля 2015 года  | ACB 16 — Grand Prix Berkut 2015 Stage 3            | Ибрагим Дибилов        | Россия     | 1     | 4:55  | Рычаг локтя                               |
| 6 | Победа    | 15 ноября 2014 года  | ACB 11 — Vol. 2                                    | Гаджимуса Газиев       | Россия     | 1     | 3:18  | Технический нокаут (удары)                |
| 5 | Победа    | 25 мая 2014 года     | Absolute Championship Berkut — Grand Prix Berkut 8 | Арсен Баймурзаев       | Россия     | 2     | 2:05  | Сабмишном (рычаг локтя)                   |
| 4 | Поражение | 20 апреля 2014 года  | Absolute Championship Berkut — Grand Prix Berkut 6 | Игорь Свирид           | Казахстан  | 2     | 1:12  | Техническим нокаутом (удары)              |
| 3 | Победа    | 16 марта 2014 года   | Absolute Championship Berkut — Grand Prix Berkut 3 | Хусейн Баратов         | Узбекистан | 1     | 0:24  | Техническим нокаутом (остановка доктором) |
| 2 | Победа    | 23 февраля 2013 года | Кавказ-арена 3                                     | Николай Алексеев       | Болгария   | 3     | 1:10  | Рычаг локтя                               |
| 1 | Победа    | 20 декабря 2012 года | Кавказ-арена 2                                     | Альберт Ардзинба       | Россия     | 1     | 3:50  | Рычаг локтя                               |